# كروان صحراوي

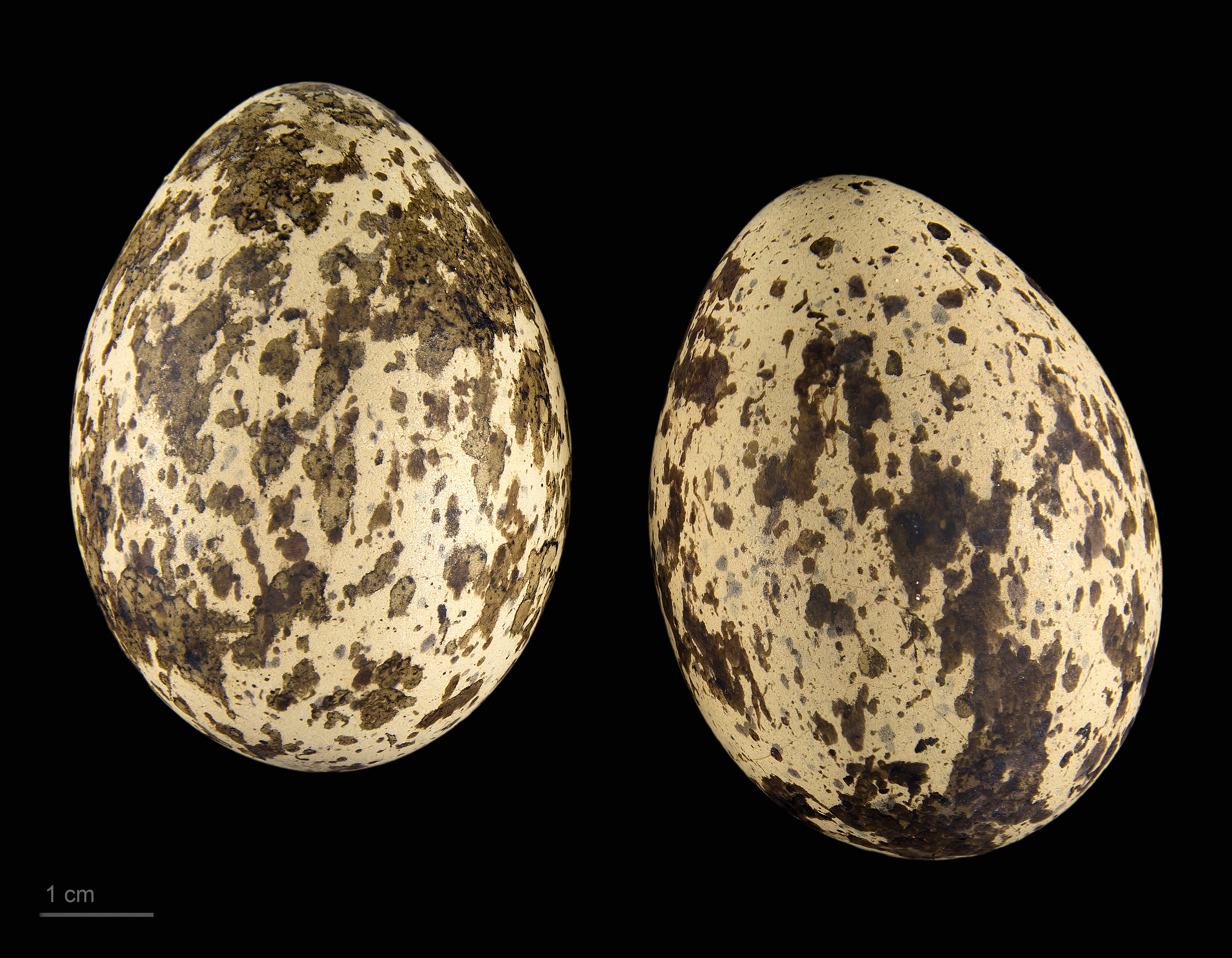
Burhinus oedicnemus saharae

 الكروان الصحراوي  (Stone Curlew) الاسم العلمي:(Burhinus Oedicnemus)، طائر صحراوي ومهاجر شتوي عابر يظهر خلال شهر مارس وشهر أكتوبر من العام. يألف المناطق شبه الصحراوية والأراضي الحصوية والمزارع، يتجمع بقرب من الجيف حيث تجذبه الرائحة الكريهة.

## المشخصات
يصل طول الجسم إلى 22 سم تقريباً، السطح الظهري للطائر مغطي بريش بني متداخل مع اللون الرمادي للمساعدة في التمويه والاختباء، ويتخلل الأجنحة بقع بيضاء لامعة تبدو واضحة كومضات عند الطيران، له رأس كبير نسبياً، وعينان مستديرتان بارزتان صفراوان، يوجد أسفلهما خط أبيض يمتد إلى خلفهما بقليل، ومنقار مدبب منتفخ عند القاعدة، وأرجله طويلة له ثلاث أصابع سميكة في القدم، ومؤخرة الذيل قصيرة.
وهو طائر ينشط في المساء وحتى الساعات الأولى حيث يبحث عن غذاءه ويصدر صوت الرقرقة عندما يجد طعامه.
أما أثناء النهار يظل ساكناً  خامر على الأرض في مجموعات بين الشجيرات والصخور حيث تكون أرجله مطوية تحت جسمه وتكون الرقبة والرأس ممدودة وبالتالي يعذر رؤيته.

## التكاثر
تضع الإناث على الأرض بيضة واحدة أو بيضتين منقطتين باللون البني دون أن تضع لها عشاً.

## التغذية
يتغذى على الحشرات والديدان والنباتات والحيوانات الزاحفة الصغيرة.والثعابين الصغيرة

## اقرأ أيضاً
- تطور الطيور